# بنجامين ستانلي روزنتال
بنجامين ستانلي روزنتال (بالإنجليزية: Benjamin Stanley Rosenthal)‏ هو محامي وسياسي أمريكي، ولد في 8 يونيو 1923 بنيويورك في الولايات المتحدة، وتوفي في 4 يناير 1983 بواشنطن العاصمة في الولايات المتحدة. حزبياً، نشط في الحزب الديمقراطي. انتخب عضو مجلس النواب الأمريكي.